# Distretto di Sùmbėr (Gov'-Sùmbėr)
Il distretto di Sùmbėr è uno dei tre distretti (sum) in cui è suddivisa la provincia del Gov'-Sùmbėr, in Mongolia. Conta una popolazione di 11.609 abitanti (censimento 2014). 